# Chrysopa incompleta
Chrysopa incompleta är en insektsart som beskrevs av Banks 1911. Chrysopa incompleta ingår i släktet Chrysopa och familjen guldögonsländor. Inga underarter finns listade i Catalogue of Life.